# Парфенка
Парфенка — деревня в Междуреченском районе Вологодской области.
Входит в состав Сухонского сельского поселения, с точки зрения административно-территориального деления — в Сухонский сельсовет.
Расстояние до районного центра Шуйского по автодороге — 12 км. Ближайшие населённые пункты — Шихмино, Поповское, Шонорово, Пионерский, Подберезново, Семеновское.
По переписи 2002 года население — 7 человек.